# Ódáðahraun
Ódáðahraun (pronuncia: 'ouːˌtauˑðaˌr̥œyˑn) è un campo di lava estremamente esteso che si trova nel nord-est dell'Islanda. I suoi confini sono il ghiacciaio Vatnajökull a sud, i fiumi Skjálfandafljót e Jökulsá á Fjöllum rispettivamente ad ovest e ad est, ed il lago Mývatn a nord.
Data l'impossibilità di determinarne con precisione i suoi confini, si stima che le sue dimensioni varino tra i 4 000 ed i 5 000 km². La composizione del suolo di lava e sabbia vulcanica rende l'Ódáðahraun un deserto freddo, con le acque che vengono drenate dai fiumi ai suoi margini ed il lago al confine settentrionale.

## Etimologia
In lingua islandese Ódáðahraun significa campo di lava dei fuorilegge. La dizione fu usata per la prima volta nel 1638 dal vescovo Gísli Oddsson nel suo libro Undur Íslands.
Non è chiara l'origine del nome, ma secondo la leggenda deriva dal fatto che i fuorilegge si nascondevano qui in quanto la zona era disabitata e considerata inaccessibile, data la totale mancanza di acqua.

## Descrizione
Non è semplice stabilire esattamente le dimensioni del campo lavico; in funzione dei limiti considerati la superficie varia tra 4.400 km² e 5.600 km². Il bordo meridionale è normalmente individuato tra il Vonarskarð sul Vatnajökull e il fiume Jökulsá á Fjöllum. Il confine settentrionale è variamente attribuito tra l'estremità meridionale dei monti Bláfjall e Sellandafjall vicino al lago Mývatn, o viene esteso fino a nord della Hringvegur nel Mývatnsöræfi. Il campo lavico copre un dislivello di 400 m da cui si innalzano il Dyngjufjöll con il vulcano centrale Askja e il vulcano tabulare Herðubreið.
Il campo lavico è costituito da lava fluita in tempi e da sorgenti differenti; gli strati più antichi hanno 9.000 anni, i più recenti risalgono alle eruzioni del 2014-15. Dall'inizio del 2007 ci sono frequenti scosse telluriche in un gruppo di crateri chiamati Upptyppingar, che appartengono al Kverkfjöll. I terremoti si stanno spostando verso l'alto, il che suggerisce un'attività del magma sottostante.
Nell'Ódáðahraun ci sono parecchi vulcani a scudo, i più grandi dei quali sono Ketildyngja e Trölladyngja.
In passato, i campi di lava erano considerati intransitabili, principalmente a causa della mancanza d'acqua. Le piante crescono solo lungo i pochi fiumi che scendono dal Vatnajökull. Oggi la Hringvegur, la grande strada ad anello che contorna l'intera Islanda, nel tratto dal lago Mývatn a Egilsstaðir attraversa o costeggia il campo di lava.

## Galleria d'immagini

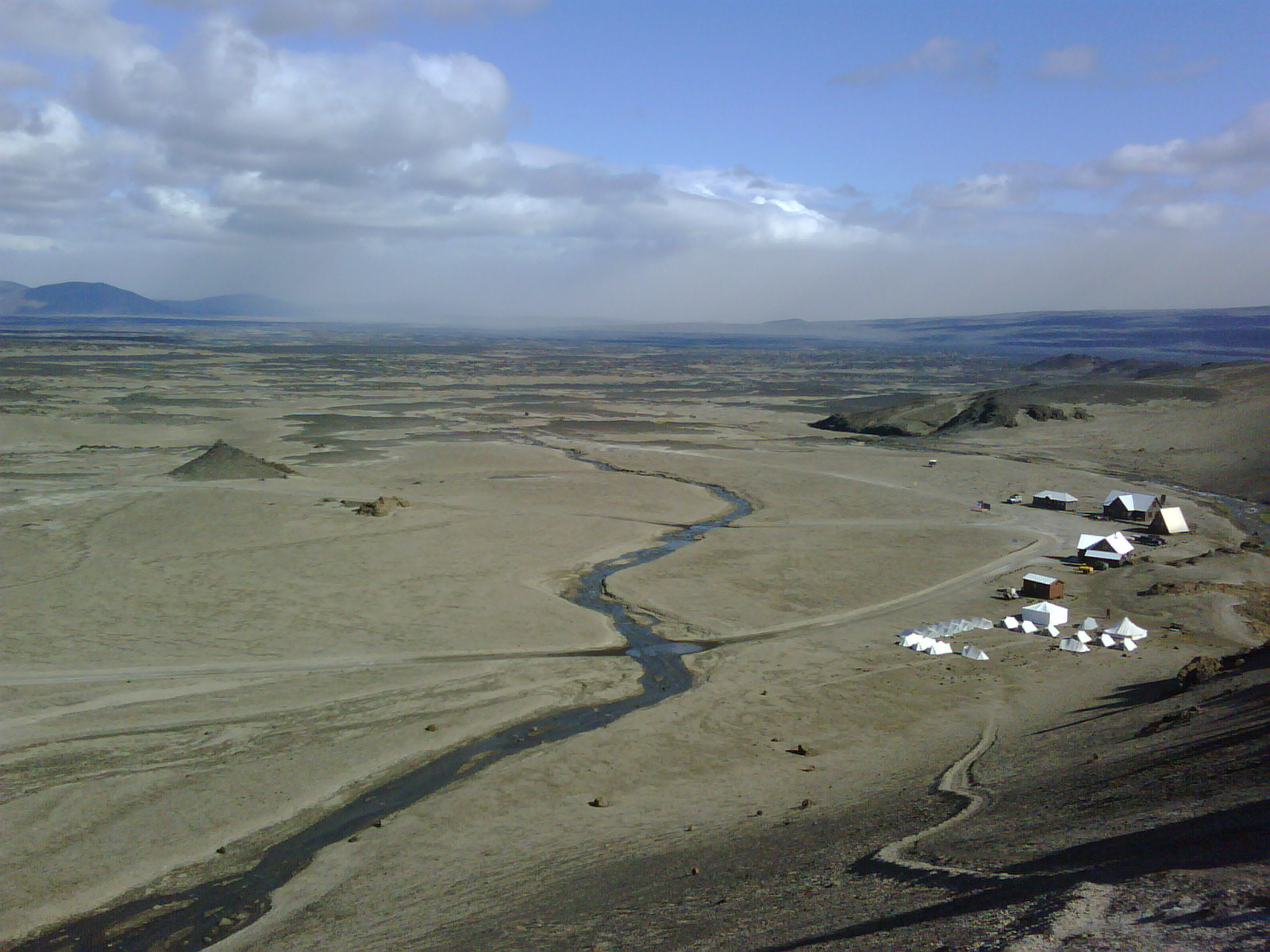
Ódáðahraun visto dall'Askja
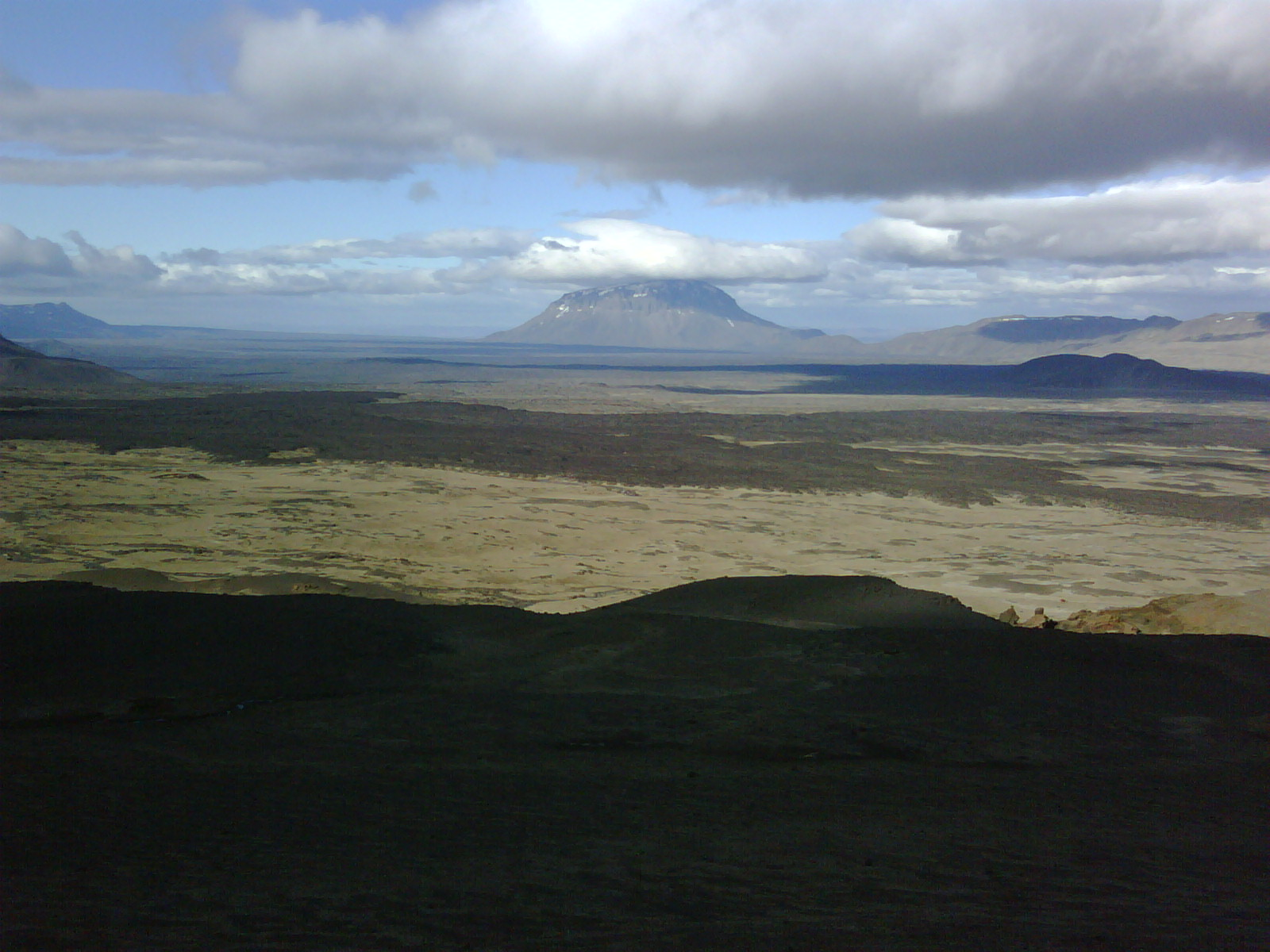
Panorama dell'Ódáðahraun
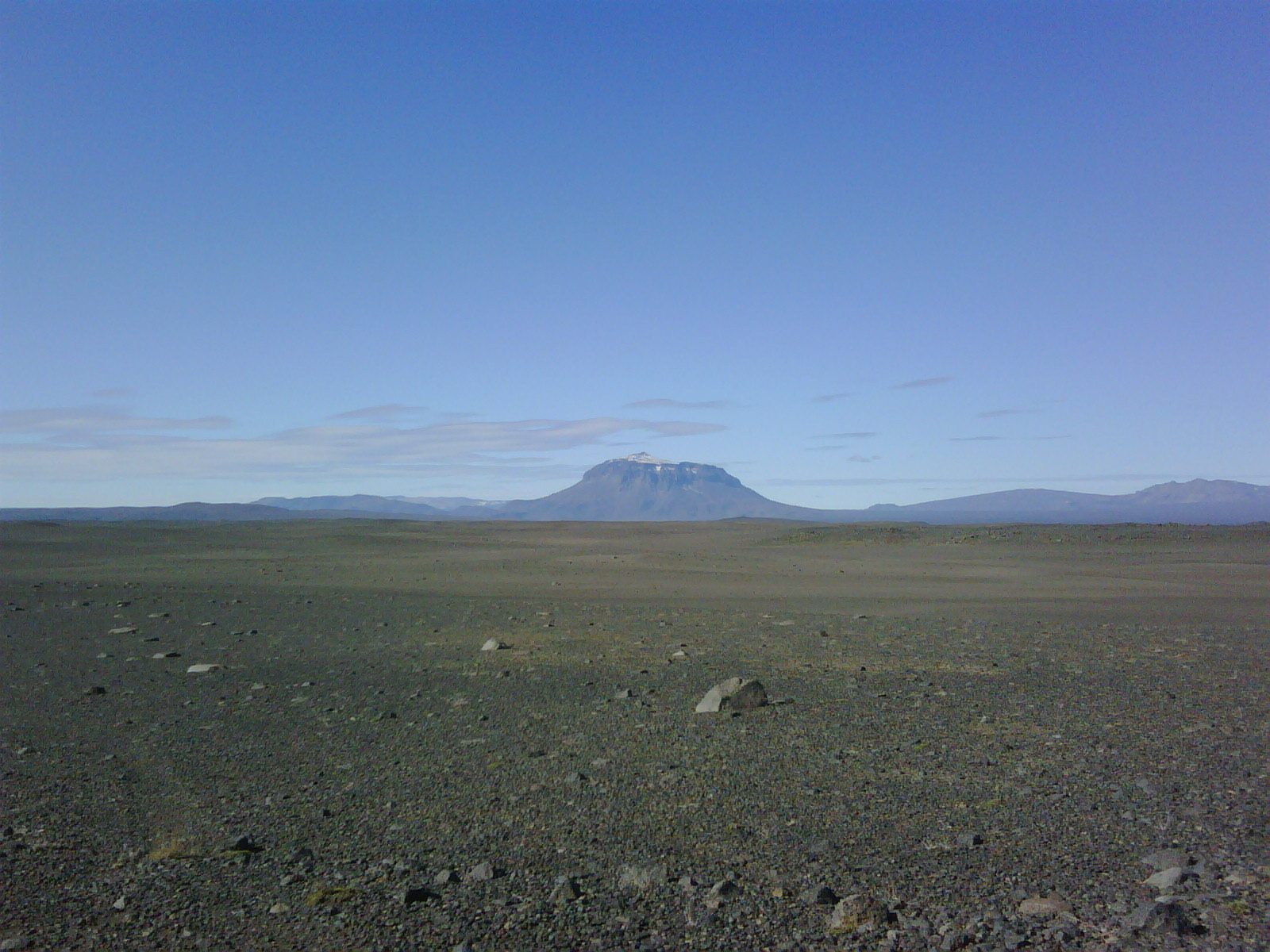
Ódáðahraun con l'Herðubreið sullo sfondo
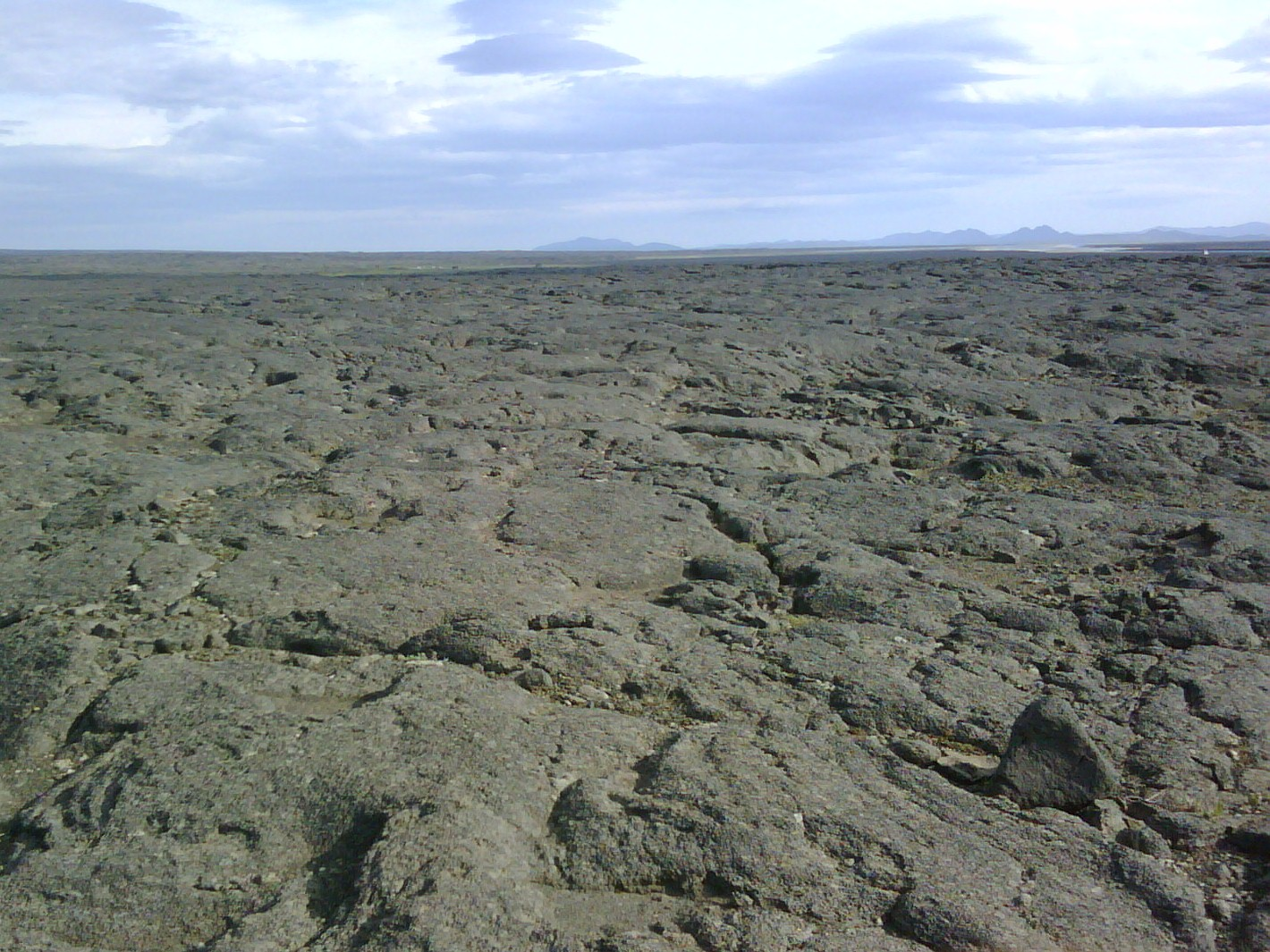
Campo di lava